# Pavlína (Pohoří na Šumavě)
Pavlína (něm. Paulina) je zaniklá osada a sklárna v Novohradských horách, v katastrálním území Pohoří na Šumavě. Sklárna byla založena v roce 1780 hrabětem Janem Nepomukem Buquoyem a dostala jméno po jeho neteři Paulině (původně se jmenovala Schreinerhütte). Sklárna zpočátku vyráběla tabulové sklo a láhve. Od roku 1797 měli sklárnu v nájmu bratři Josef a Paul Meyrové, určitou dobu ji provozoval Jan Pinhack. V té době se zde vyrábělo křišťálové a pravděpodobně i rubínové sklo. Od roku 1814 sklárnu provozovala správa buquoyského panství. V roce 1852 sklárna ukončila činnost  Osada byla postupně osídlena lesními dělníky, takže zde žilo 115 obyvatel. Počet obyvatel postupně klesal. V roce 1934 zde bylo 79 obyvatel. V padesátých letech 20. stol. zde vzniklo hraniční pásmo, osada byla zlikvidována a území bylo zalesněno.